# NGC 2719A
NGC 2719A is een onregelmatig sterrenstelsel in het sterrenbeeld Lynx. Het bevindt zich in de buurt van NGC 2719.

## Synoniemen
- MCG 6-20-18
- Arp 202
- KCPG 181B
- KUG 0857+359B
- IRAS08571+3555
- PGC 25284